# Mikuláš ze Salmu
Mikuláš, hrabě ze Salmu (1459 – 4. května 1530 Salmhof) byl německý vojevůdce a císařský vrchní velitel (německy: Feldherr). Jeho největším úspěchem byla obrana Vídně během prvního obléhání Osmanskou říší v roce 1529.

## Život
Narodil se v roce 1459 v rodině Salmů, jejíž kořeny sahaly do roku 997.

### Vojenská kariéra
Po celý svůj život byl vojákem. Nejprve bojoval za Karla Smělého, v roce 1483 přešel do služeb Habsburků, konkrétně nového burgundského vévody Maxmiliána, budoucího císaře. V l. 1487, 1490 a 1502 se zúčastnil tažení do Uher, kde bojoval po boku Albrechta Saského proti králi Matyáši Korvínovi a posléze proti jeho stoupencům. V roce 1488 se zúčastnil trestné výpravy proti flanderským městům, která se Habsburkům vzbouřila. V roce 1499 potlačoval povstání odbojných Švýcarů a roku 1504 se účastnil císařova tažení do Bavorska. V roce 1506 doprovázel syna císaře Maxmiliána I., Filipa Sličného, na jeho cestě do Španělska. V letech 1508-1516 bojoval proti Benátské republice, přičemž se mu roku 1509 podařilo dobýt Istrii.
Vyznamenal se v Bitvě u Pavie, kde se podílel na zajetí francouzského krále Františka I. Odtud odešel do Uher, kde bojoval proti Turkům, ale zejména proti jejich vazalovi Janu Zápolskému, který upíral králi Ferdinandovi I. Svatoštěpánskou korunu. Hrabě Salm se velmi zasloužil o Zápolského útěk ze země. Byl též v Uhrách jmenován nejvyšším polním hejtmanem.

### Závěr života

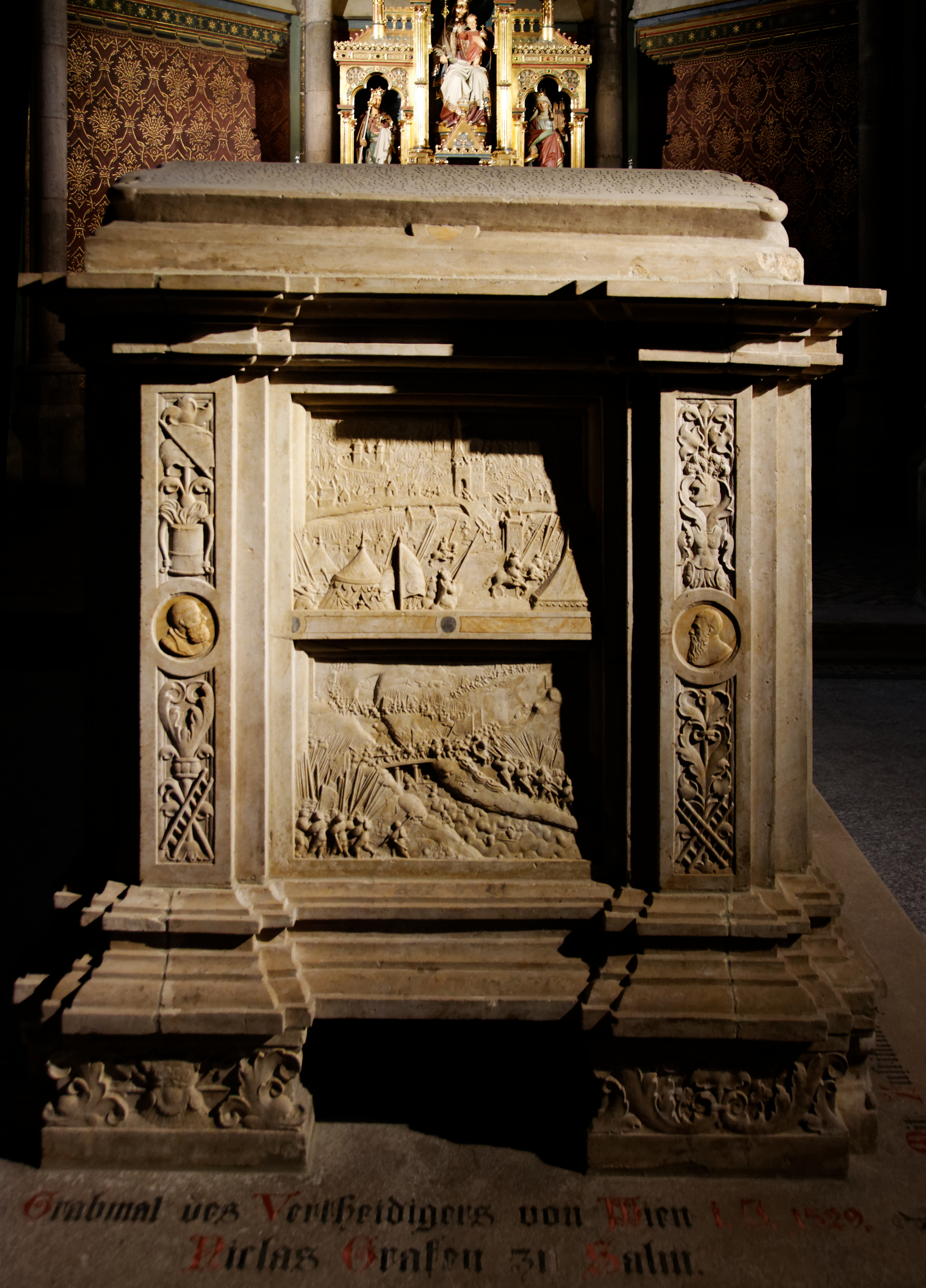
Salmův náhrobek ve Votivním kostele ve Vídni

Nejslavnější činem Mikuláše hraběte Salma byla ale hrdinská obrana Vídně proti Turkům v roce 1529. Díky jeho organizačním a vůdcovským schopnostem utrpěl sultán Sulejman I. před Vídní jednu z největších porážek svého života. Hrabě Salm, v té době již jedenasedmdesátiletý, řídil boj na hradbách osobně. Rozhodující útok, 14. října 1529, se mu stal osudným. Utrpěl těžké zranění, které lékaři nedokázali vyléčit. Mikuláš hrabě Salm na ně zemřel 30. května 1530.

## Majetky a vyznamenání
V roce 1502 se oženil s Alžbětou z Rogendorfu († 1550). V Rakousku nejprve v roce 1502 získal sňatkem panství Marchegg. V roce 1510 obdržel od císaře Maxmilána I. panství Orth an der Donau a v roce 1523 si zakoupil panství Kreuzenstein, všechna v Dolních Rakousích. V roce 1526 mu arcivévoda Ferdinand věnoval palác ve Vídni (dnešní Pallaviciniovský). Mikulášův syn Mikuláš II. (někdy počítán jako Mikuláš III.), nejvyšší komoří krále Ferdinanda, obdržel roku 1528, ještě za života otce, říšské hrabství Neuburg na Innu, po kterém se Mikuláš II. i jeho potomci psali "ze Salm-Neuburku".
Císař Karel V. mu z vděčnosti nechal ve Vídni vybudovat pomník od sochaře Loye Heringa, na němž byly zachyceny všechny jeho bitvy a panovníci, jimž sloužil. Pomník se nacházel v klášteře Svaté Doroty. Ten byl ovšem za Josefa II. zrušen, a tak byl pomník v roce 1790 přenesen na salmovské panství v Rájci nad Svitavou na Moravě, resp. do zámeckého parku. Když však byl roku 1879 ve Vídni dostavěn tzv. Votivní kostel, byl pomník roku 1877 přemístěn zpět do Vídně do tohoto kostela, kde se nachází i v současnosti (2016).
Salm má rovněž svou sochu v "Hale vojevůdců" (německy Feldherrenhalle) ve vídeňském Vojenském historickém muzeu. Socha pochází z roku 1871, jejím autorem je Franz Erler a je vytesána z cararského mramoru.